# Tilloforma mediofasciata
Tilloforma mediofasciata är en skalbaggsart som först beskrevs av Lea 1918.  Tilloforma mediofasciata ingår i släktet Tilloforma och familjen långhorningar. Inga underarter finns listade i Catalogue of Life.